# おかっぱ

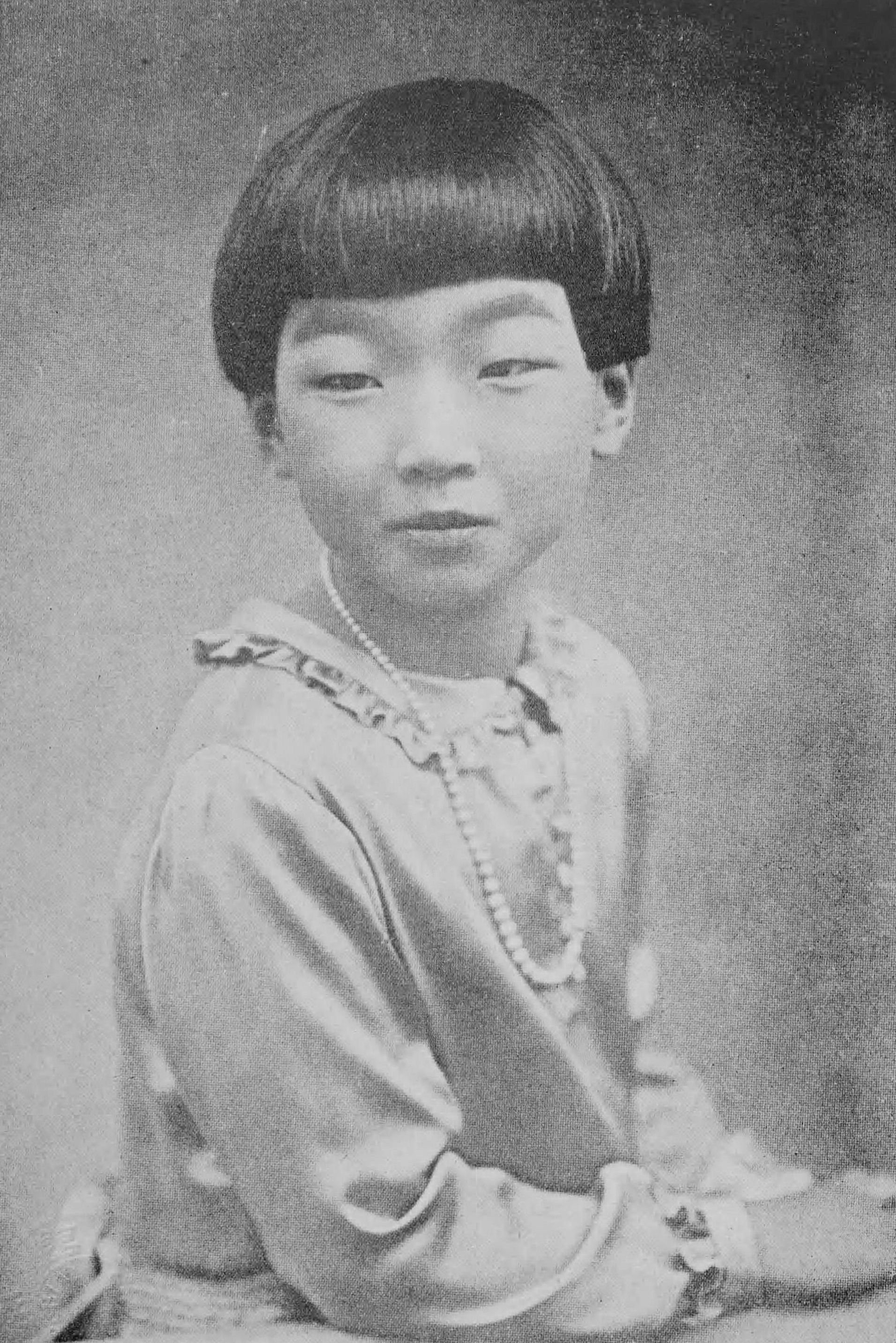
美智子女王（昭和初期）

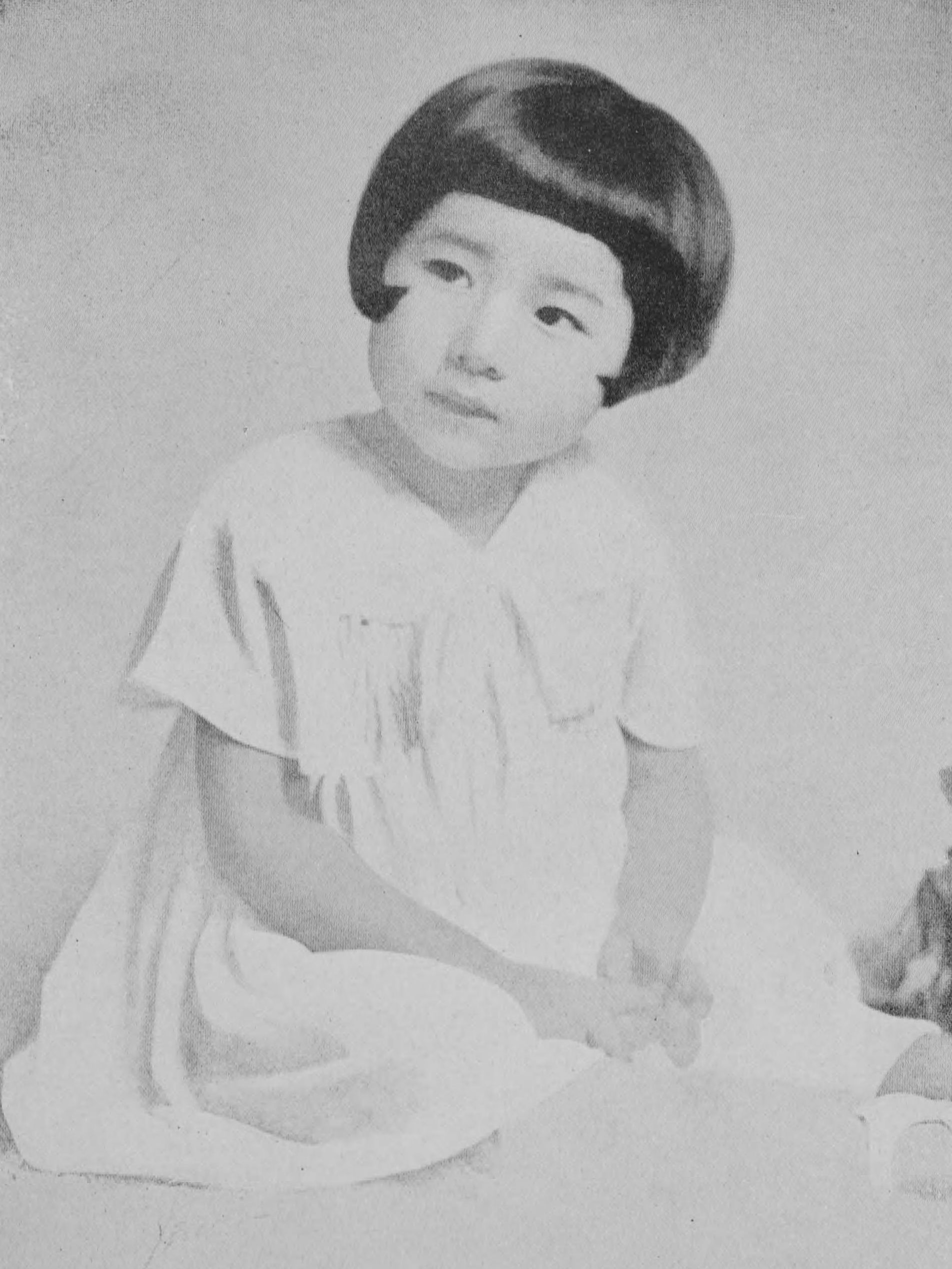
光子女王（1930年代）

おかっぱ（御河童 または犬耳）は、主に女性の髪形の種類のひとつ｡前髪を額に垂らし切り下げ、後髪を襟足辺りで真っ直ぐに切りそろえた髪型のこと。呼称は他におかっぱあたま、かっぱなど。かつての欧米では少年や少女がよくしていた髪型で､日本でも少女の髪型として主流だった。現在では、大人の女性の髪型のボブカットとしても人気がある。

## 歴史
名前は、文字通り河童に似ているということに由来する。日本では、古くは頭頂を剃り上げたうえで周りの長髪を残して垂れ流し、河童のようにした男性の髪型を「断髪」または「御河童頭」と呼んでいた。江戸時代になると、こうした断髪頭は刑罰を負った者や世俗を離れて出家した者の髪型となり、「おかっぱあたま」といえば少女の髪型を指すようになった（少年の場合は「稚児頭」〈ちごあたま〉と言った）。
成人女性のショートヘアが一般に広まったのは、西欧でも第一次世界大戦以後のことである。

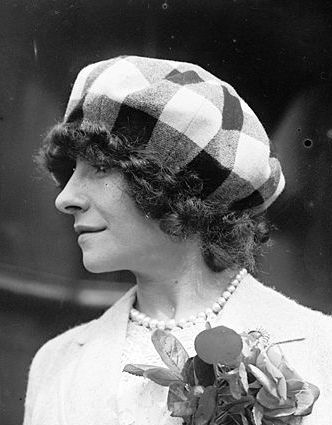
1910年のポレール

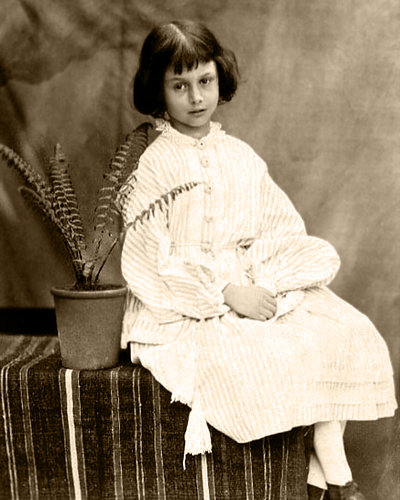
アリス・リデル（7歳）

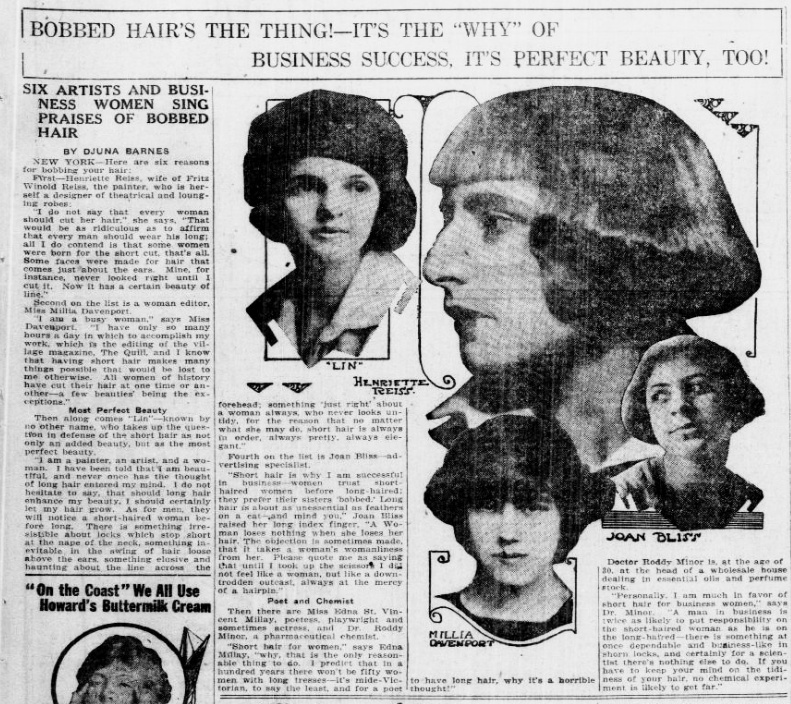
1920年の新聞記事は「ボブヘアは我々のものだ!」と宣言している

歴史的に、西洋の女性は通常髪を長くしていた。若い女子、女優、そして数人の「上流」もしくはファッショナブルな女性は、第一次世界大戦前から短い髪にしていたが—たとえば、1910年にフランスの女優ポレールの「短くて黒い髪のショック」 1890年代初頭に彼女が採用したカット—等、戦争の仕事に従事する女子が長い髪の不便さに気づくまで、この髪形は一般的に素敵だとは見なされなかったのである 。1909年、世界初の有名人美容師となったポーランドの美容師でアントワン・デ・パリと呼ばれたアントニ・シエルプリコフスキーは、ジャンヌ・ダルクに触発されたショートボブカットのファッションを採用。1920年代に彼は大胆な若い女性に人気のあるシングルカット、ブルームズベリーセットとフラッパーを発表した。彼のクライアントの中には、ココ・シャネル、ルーマニアのマリー王妃、サラ・ベルナール、グレタ・ガルボ、米国のファーストレディのエレノア・ルーズベルト、ブリジット・バルドーなどの世界的に有名で個性的な女性たちがいた。子供の頃に髪をボブにしていた 英国社会の美女ダイアナ・クーパーは、10代の間この髪形を維持し、1914年まで続けていた。有名ダンサーであり往時のファッションのトレンドセッターであるアイリーン・キャッスルは、1915年に彼女のスタイル「キャッスル・ボブ」を受容的なアメリカの聴衆に紹介し、1920年までにそのスタイルは急速にファッショナブルだと認識され 1920年代初頭に映画スターのメアリー・サーマン によって、1920年代半ばから後半にかけてはコリーン・ムーアによって普及。アメリカでは、「フラッパー」と呼ばれた若い女性たちの間で、この髪型が流行した。折りしも直線的なスタイルのシャネルスーツと相まって、1920年代を特徴づけるアール・デコファッションのスタンダードとなったのである。また、同年代後半には女優ルイーズ・ブルックスが映画『パンドラの箱』でこの髪型の持ち味を活かし、男を破滅させる魔性の女ルルを演じたことでよく知られている。日本でも洋装の普及に伴い、昭和初期にモガのヘアスタイルとして、東京その他の大都市を中心におかっぱが流行した。
それでもフラッパーなどは若い女性のやや衝撃的な独立の声明として見られていた程度で、年配の者は依然長いドレスと重いエドワード風の髪型の女子を見るのに慣れており、主にロングヘアのアレンジとカーリングのトレーニングを行っていた美容師も女性向けのショートスタイルが到着したことに気付くのが遅かったため、都心の多くの理髪店で店の外で女性の列を成し、刈られた髪の毛が成長するのを何年も待っていたという。
成人女性がこの髪型にすると少年のような雰囲気が出るため、従来はモード系の髪型と受け止められていた。しかし、1970年代後半から1980年代にかけてアメリカの成人男性の間でも流行したうえ、同年代終盤からアメリカ版『ヴォーグ』の編集長アナ・ウィンターが「看板」にすると、一般的な髪型の1つとして定着した。1990年代初頭にシンディ・ローパーが髪を非常に珍しい髪色とボブのヘアカットにしていた他、その後も1994年にクエンティン・タランティーノの映画「パルプ・フィクション」でユマ・サーマンが演じたミア・ウォレス、英仏アクションスリラー映画「レオン」で、ナタリー・ポートマンが演じたマチルダらのキャラクターをボブのヘアカットで印象付けた。特に1992年のアメリカ大統領選挙運動中、ビル・クリントン候補の妻ヒラリー・クリントンがアレンジ版「ソフトボブ」でマスコミに登場するようになると、20代から40代の女性を中心に爆発的なボブブームが起こり、現在ではこれが50代以上の女性にも波及している。
1990年代半ばから後半、TLCのT-Bozまた前髪と非対称という非常に珍しいボブのヘアカットが出現。また、スーパーマンの新しい冒険でロイスとクラークの第3シーズンの最初の2シーズンと最初の2つのエピソード、ロイス・レーン（演：テリー・ハッチャー）のキャラクターがトレードマークのボブのヘアカットという設定であった。また、バリー・ソネンフェルドの1997年の映画「メン・イン・ブラック」では、ローレル・ウィーバー博士（演：リンダ・フィオレンティーノ）のキャラクターもボブカットであった。
2005年11月、カナダのアイスダンサーであるクリスティーナ・レンコはITV1の新シリーズ「ダンシング・オン・アイス」への参加を依頼された際に彼女はトロントのスタイリストのところに行き「好きなようにしてください」と言って、スタイリストはレンコのウエストの長さの髪をAラインボブと呼ばれる姿にカット。これは髪の毛は後ろが短く、前に向かって徐々に長くなり、最も長い部分が顔の前に向かっている。その後、元スパイス・ガールズのビクトリア・ベッカムは自分の髪をそのスタイルにカットすることを決め、美容師に「ポブ」（ベッカムのニックネームであるポッシュスパイスを「ボブ」と混同）を求める女の子たちとともに、世界中で人気を高めるのに貢献。2006年にボブは歌手のマドンナも採用し、自由奔放に生きるシックからの脱却の象徴として、女優のシエナ・ミラーも採用する。

## バリエーション

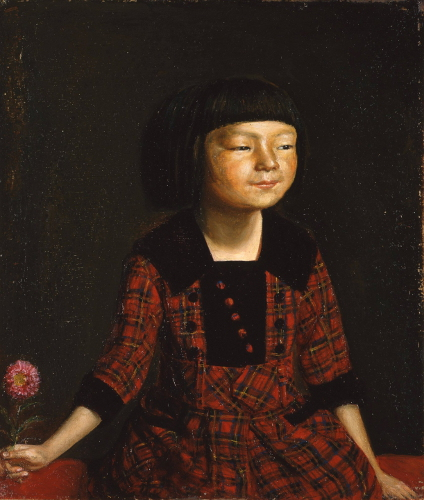
「童女像（麗子花持てる）」（1921年、岸田劉生画）

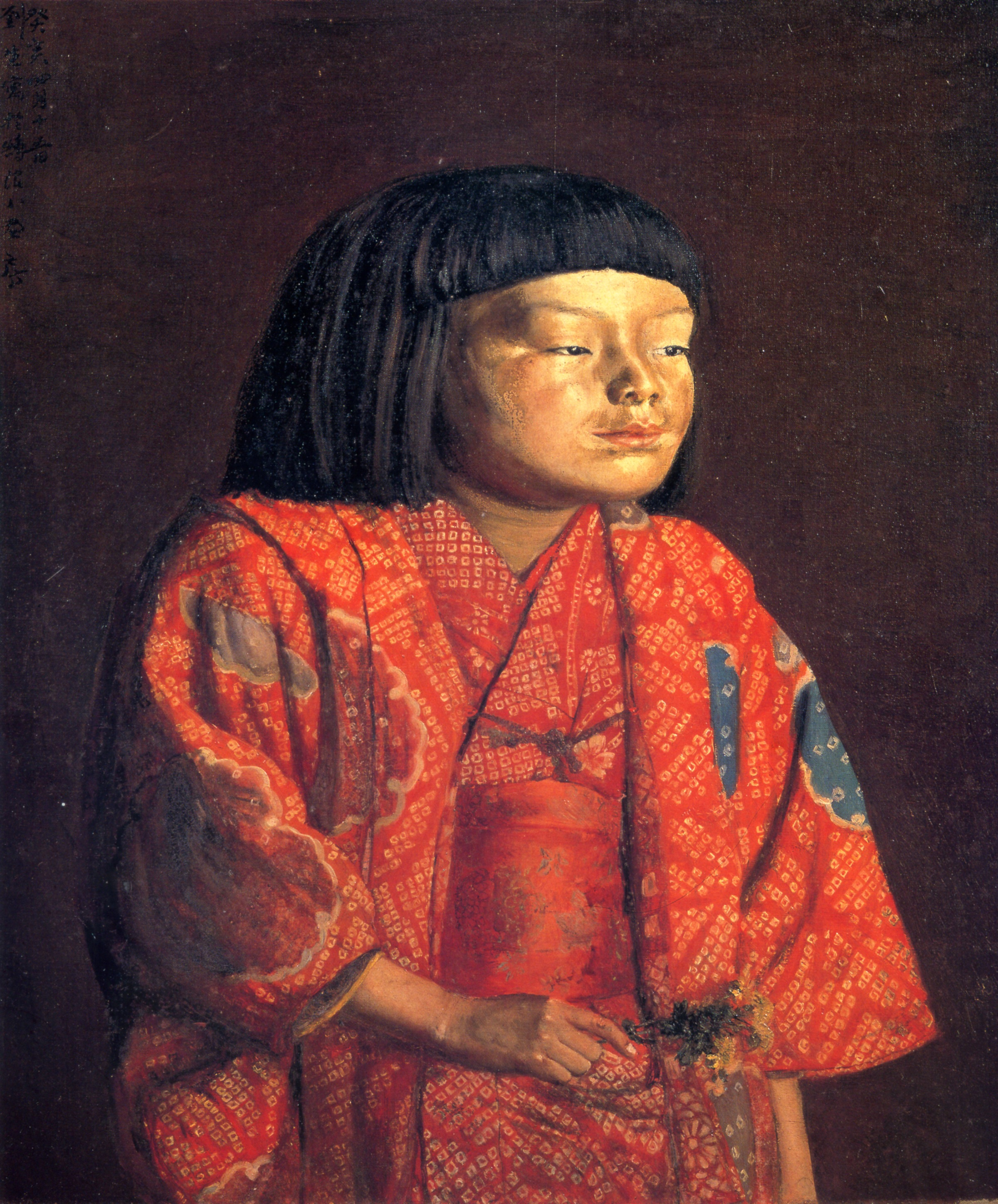
岸田劉生:童女図/麗子立像(1923年，神奈川県立近代美術館)

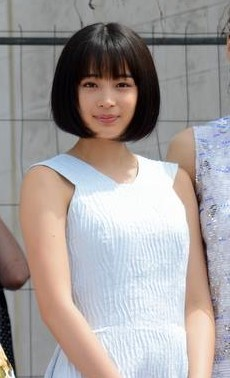
あご丈ボブの広瀬すず

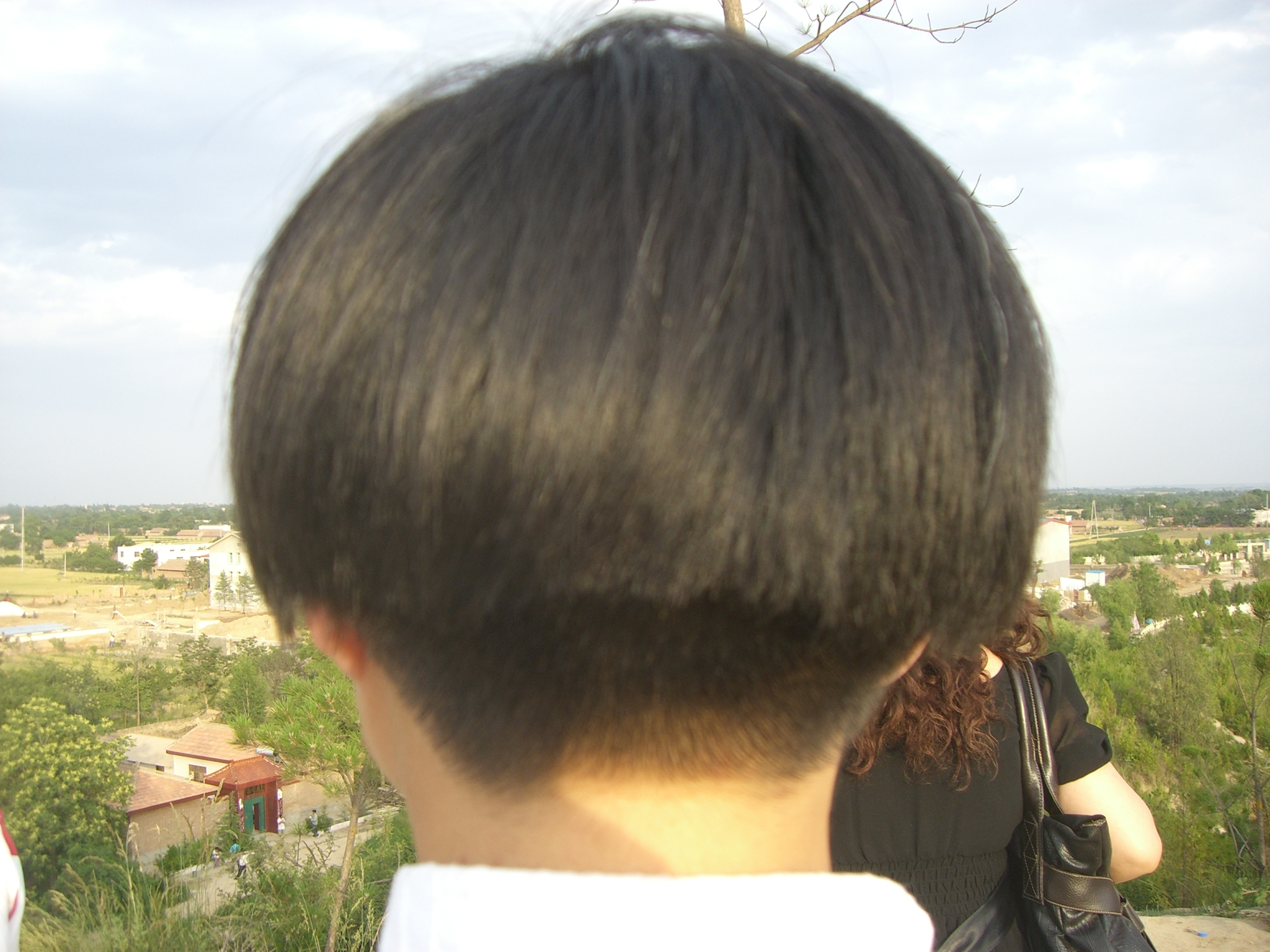
ワカメちゃん頭

- おかっぱは、一般的に前髪や両側を切り揃えても、髪が襟首より長くなるとおかっぱとしては扱われなくなる場合が多い。また、後髪が襟首辺りで切られている場合でも、均等に切り揃えられていなければ、おかっぱとは見なされない場合もある。
- なお、サイドの前髪部分の髪を両頬に当たる位に伸ばして切り揃えただけで、後ろ髪は長い場合の髪型は、一般に「姫カット」、または「プリンセスカット」と呼ばれている。
- 長い黒髪が女性の美徳とされた平安時代の宮廷女性は、出家すると剃髪ではなく、肩に僅かに掛かる程度に髪を切り揃えていたが、このおかっぱのような髪型を尼削ぎという。
- 平安時代以後、「尼削ぎ」は「禿」（かむろ、かぶろ）等と呼ばれ大人の尼の髪型と区分されるようになる。おかっぱは禿になる前の幼女の髪型、禿はおかっぱを過ぎた少女の髪型として認識された。江戸時代頃になると「禿」は単に少女を指す言葉としても使われるようになり、遊女見習いの少女（実際は禿だけではなく、弁髪も多かった）の事も禿（かむろ）と呼ぶようになった。
- ルイス・キャロルの『不思議の国のアリス』『鏡の国のアリス』の主人公アリスのモデルとして知られているアリス・プレザンス・リデルの幼少時の髪型もボブだった。
- サザエさんの妹磯野ワカメは後ろを刈り上げたおかっぱ頭で、連載当時の少女の定番の髪型だったが、その髪型は「ワカメちゃんカット」と呼ばれ親しまれた。
- 漫画家の永野のりこは、おかっぱ少女をヒロインとした作品を多数描いている。
- いわゆる「都市伝説」や「学校の怪談」によく語られる『トイレの花子さん』は、おかっぱが典型的なヘアスタイルとなっている。
- おかっぱは、古代エジプトの女性の髪型としても知られる。ただし、実際には古代エジプト人は男女問わず頭髪を剃るか短く刈りこんでいる。古代エジプト女性のおかっぱは、カツラによるものである。

## タイプ

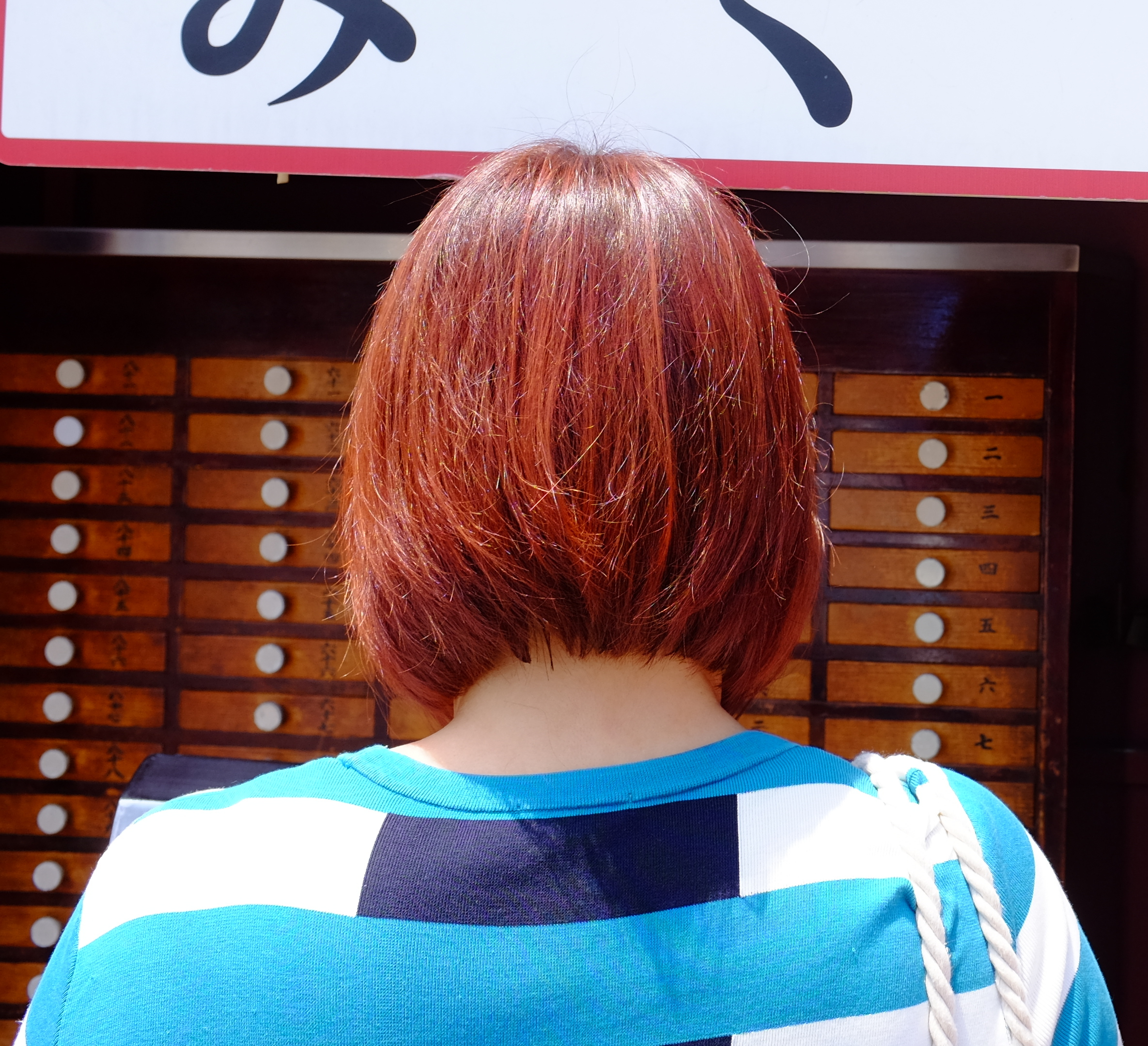
Aラインボブ
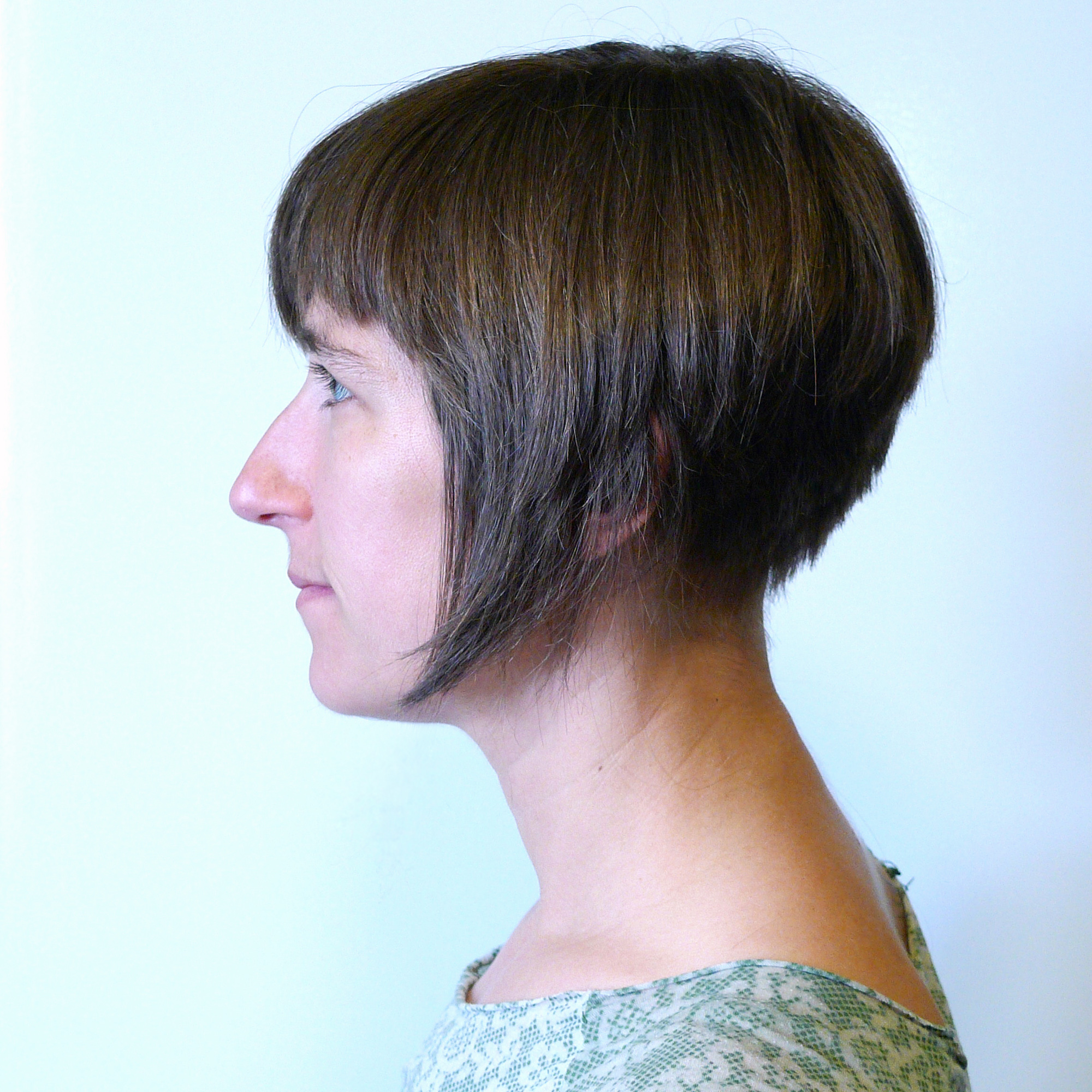
逆ボブ
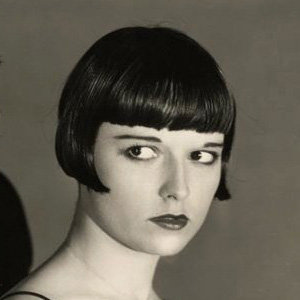
シングルボブ
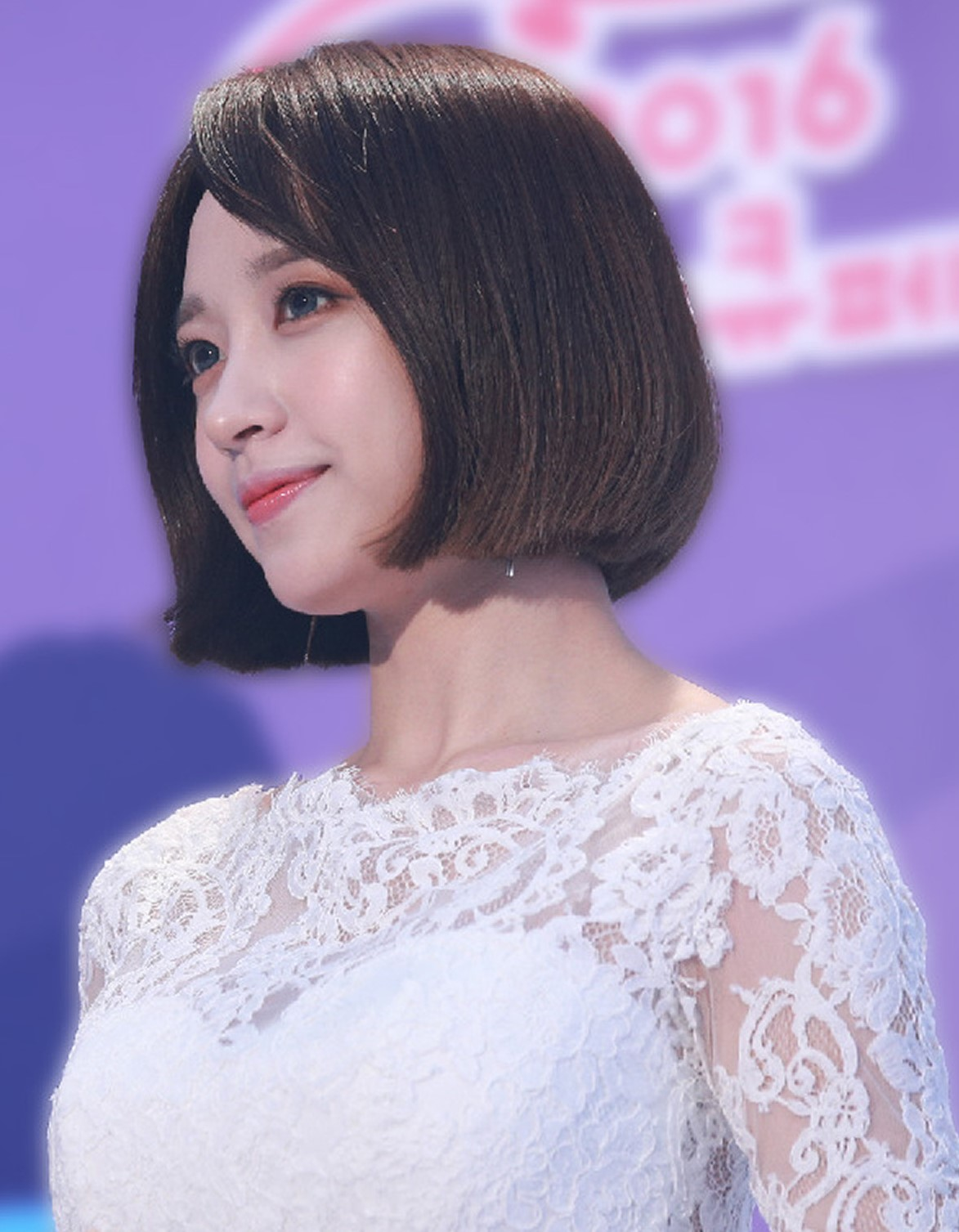
あご丈ボブのハニ

- Aラインボブ：典型的なボブカットで、顔を縁取る前に少し長い髪があり、通常はあごの下でカールさせる[18]
- バズカットボブ：前は肩までの長さで、後ろは細かくトリミングされている
- あご丈ボブ：前髪の有無にかかわらず、あごでまっすぐにカット
- 逆ボブ：Aラインボブに似ているが、後ろに積み重ねられたレイヤーがあり、直線ではなく湾曲させる。このカットは一般に「段階的ボブ」とも呼ばれる[18]
- シャギーボブ：レザーを重ねた乱雑なボブ
- シングルボブ：毛先が非常に短く先細になっているカットで、首の生え際を露出させる。側面の髪は各頬単一カールまたはポイントを形成[19]
- 肩丈ボブ：肩に届くくらいの、レイヤーが非常に少ない鈍いボブ
- 切りっぱなしボブ：毛先をぱつっとカットしたボブ。ブラントカットボブとも呼ばれる[20][21]
- ミニボブ：顎ライン付近でカットした短めボブ[22]